# Pietro Mosca
Pietro Mosca (Torino, 1º gennaio 1922 – ...) è stato un calciatore italiano, di ruolo portiere.

## Carriera
Cresciuto nel settore giovanile della Juventus, dopo alcune esperienze in prestito in Serie C (Saviglianese, Casale e Piombino), è passato in prestito in Serie A con l'Atalanta, dove nella stagione 1947-1948 ha effettuato 4 presenze, con un totale di 5 gol subiti; a fine anno è tornato alla società bianconera, che nella stessa sessione di mercato l'ha ceduto alla Pistoiese, in Serie C.